# Nothingman
«Nothingman» es una canción del grupo de rock Pearl Jam, proveniente de su tercer álbum Vitalogy. Está acreditada a Jeff Ament en la música y Eddie Vedder en la letra. "Nothingman" además está incluida en el álbum de grandes éxitos del grupo Rearviewmirror: Greatest Hits 1991-2003, a pesar de no haber sido nunca lanzada ni como sencillo ni como lado B.
La canción es parte del llamado "Man" trio (compuesto por las canciones "Better Man", "Nothingman" y "Leatherman") y que a veces son tocadas en concierto juntas. No existe ninguna conexión en las letras de las canciones, tan sólo tienen en común que las tres terminan en la palabra man.

## Significado de la letra
Eddie Vedder en entrevista comentó que "Nothingman" trata acerca de cómo una persona arruina una relación amorosa por no haberse esforzado lo suficiente para conservarla. También tiene una fuerte conexión con "I'm still here" y "Black", canciones del mismo, que escribió en una época en donde había sufrido una fuerte desilusión amorosa, con la mujer que él creía sería el amor de su vida.

## Versiones de otros grupos
Grupos como Gov't Mule o Coldplay han tocado "Nothingman" en concierto.